# Feuerwerksrakete

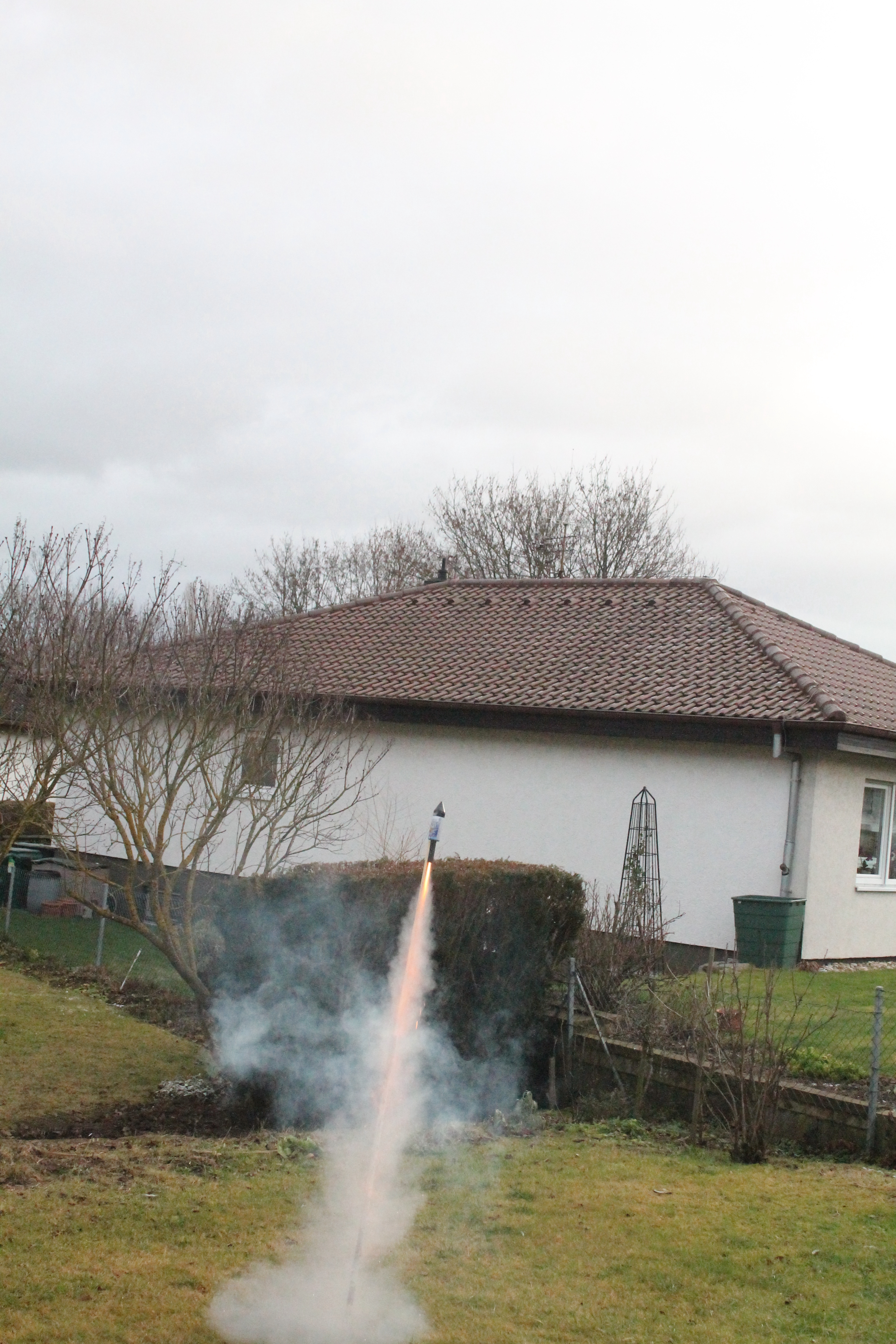
Feuerwerksrakete beim Start

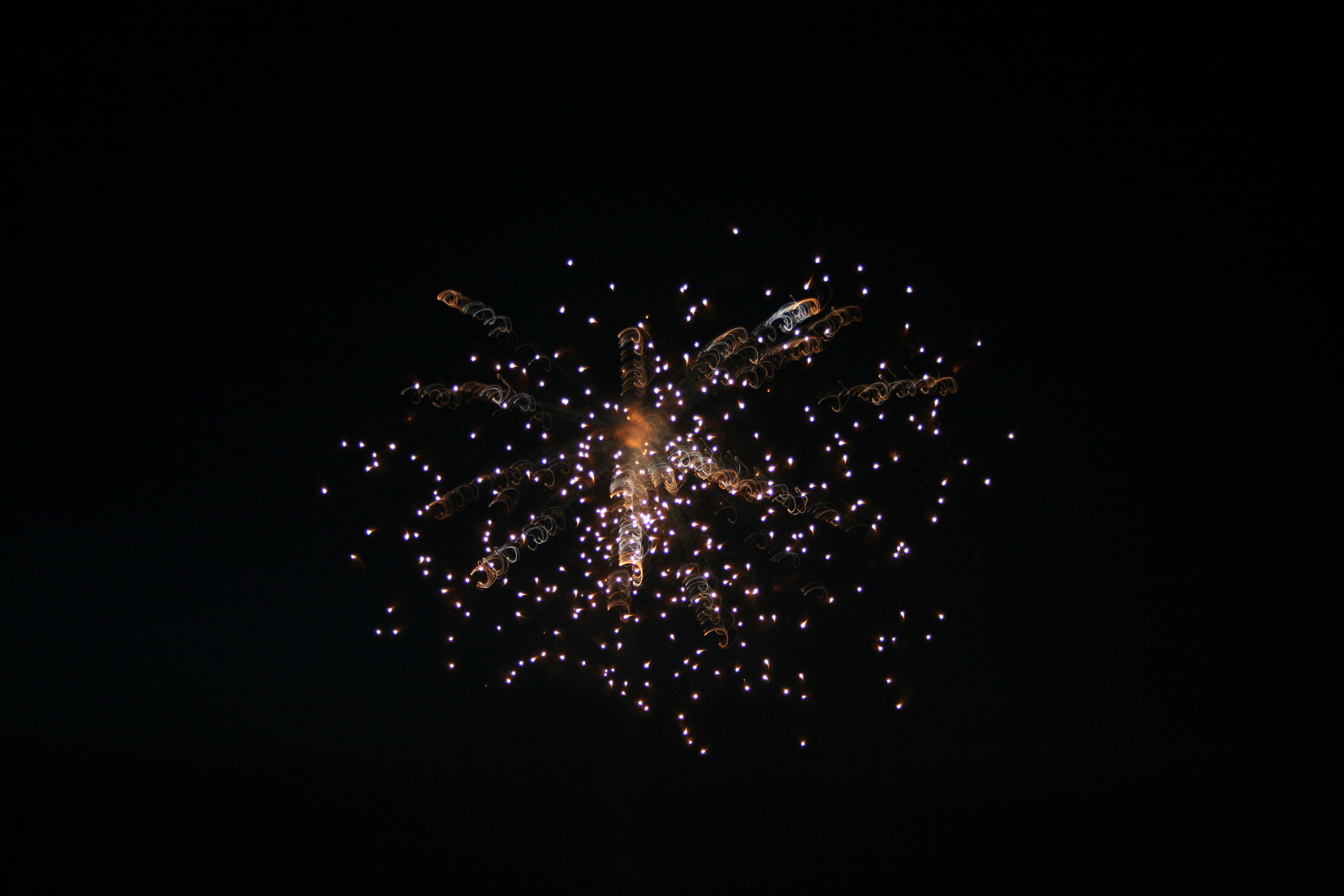
Feuerwerksrakete beim Verstreuen der Lichteffekte

Bildsequenz vom Start einer Feuerwerksrakete. Der zeitliche Abstand zwischen den Bildern beträgt etwa 0,1 Sekunden

Eine Feuerwerksrakete ist, wie jede Rakete, ein pyrotechnisches Fluggerät, das sich durch Rückstoß fortbewegt und für einfache Feuerwerke verwendet wird. Am Scheitelpunkt der Flugbahn werden meistens verschiedene Effekte (Sterne, Knalleffekte, Crackling Stars usw.) ausgeworfen.

## Aufbau und Funktion

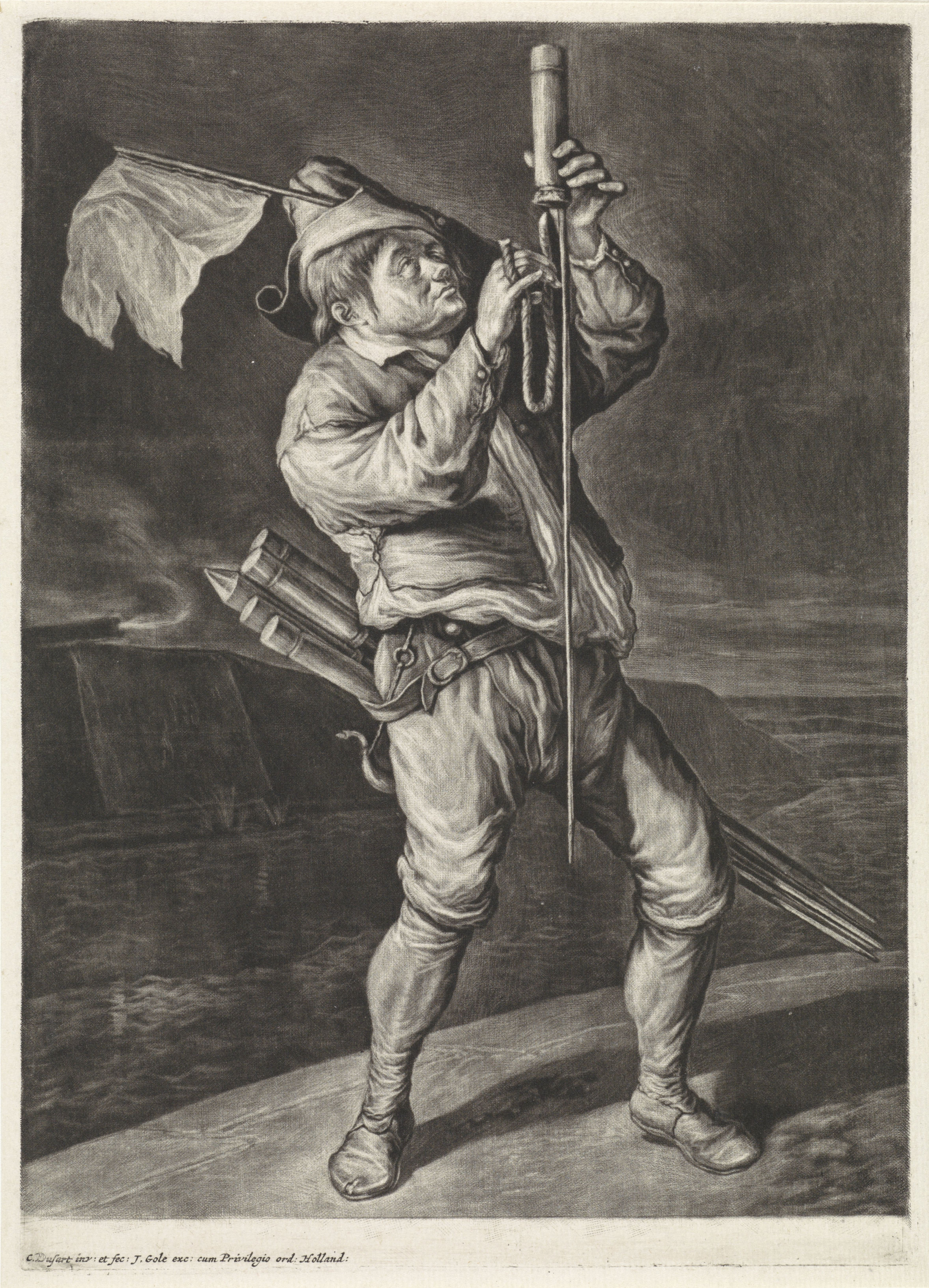
Mann mit Feuerwerksraketen. Cornelis Dusart, Kupferstich um 1695

Eine Feuerwerksrakete besteht meistens aus folgenden Elementen:
- einem Leitstab oder Leitwerk
- einer Sicherheitskappe, welche die Zündlitze vor unbeabsichtigtem Entzünden schützt

- einem Treibsatz
- einer Effektladung/Nutzlast mit Zerlegerladung

Aufbau einer Zylinder-Stabrakete
Aufbau einer Kugelrakete

Der Treibstoff im Treibsatz ist meistens Schwarzpulver, dem funkenerzeugende Stoffe, wie grobe Holzkohle oder Aluminium- und Eisenspäne für einen schönen Funkenschweif beigemengt werden. Die Treibsätze sind auf den optischen oder akustischen Effekt und weniger auf die Leistung optimiert. Dieses unterscheidet die Treibsätze von Feuerwerksraketen grundsätzlich von den Modellraketen-Treibsätzen. Der Treibsatz zündet, sobald die Zündlitze in ihn hineinbrennt. Durch den Abbrand entsteht ein Gasdruck, welcher durch die Düse gebündelt den Schub zum Antrieb der Rakete herstellt. Sobald der Treibsatz durchgebrannt ist, zündet dieser zur Effektladung über. Bei Raketen mit Zerlegerladung zündet zunächst die Zerlegerladung, welche unmittelbar anschließend die Effektladung entzündet. Die Effektladung öffnet das obere Ende der Rakete; das „Dach“ wird abgesprengt bzw. bei Kugelraketen der Kugelkörper zerborsten.
Der Effektsatz besteht aus dragierten Leuchtkugeln, die aber auch in Zylinderform vorliegen können. Der Effektsatz wird am höchsten Punkt (Scheitelpunkt) der Flugbahn durch die Zerlegerladung näherungsweise kugelsymmetrisch verstreut. Bei Schüttraketen wird der Effektsatz ohne Zerlegerladung aus der Raketenhülse ausgeworfen. Dabei ist die räumliche Ausdehnung des Effektsatzes kleiner, die Effektsatzdichte jedoch größer. Zur Erzielung einer Flammenfärbung und gleichzeitig als Oxidationsmittel werden verschiedene Alkalimetalle sowie Erdalkalimetall-Salze verwendet, wie Bariumnitrat für grün, Natriumnitrat für gelb und Strontiumnitrat für die Rotfärbung. Als Brennstoff dienen meistens Schwefel, Holzkohle und/oder verschiedene Harze. Silberne Funken werden mit Zusätzen von Metallspänen, wie Aluminium, Titan oder Magnesium, erzeugt. Zur Verteilung der Effektladung am Gipfelpunkt der Raketenflugbahn wird zuletzt noch etwas gekörntes, loses Schwarzpulver in die Raketenspitze gegeben.
Damit die Rakete gerade in den Nachthimmel aufsteigt, wird zuletzt ein Leitstab seitlich angeklebt. Der für eine saubere Flugbahn verantwortliche Leitstab bewirkt, dass der Druckpunkt (der Druckpunkt ist der Punkt, in dem sich alle lenkenden Kräfte vereinigen) über den Schwerpunkt verschoben und somit ein „Überschlagen“ der Rakete in der Luft verhindert wird.
Es gibt auch Feuerwerksraketen, die ähnlich wie richtige Raketen mit Hilfe von Heckflossen stabilisiert werden, so genannte Leitwerkraketen. Obwohl diese Raketen kleiner sind als solche mit Leitstäben und auch ohne besondere Startvorrichtung gestartet werden können, ist diese Bauart für Feuerwerksraketen wesentlich seltener, da es aufwendig ist, diese Raketen so zu konstruieren, dass keine Stabilitätsprobleme in der Startphase auftreten. Ein Leitwerk mit Heckflossen arbeitet erst ab einer bestimmten Geschwindigkeit (ab ca. 60 km/h). Bis diese Geschwindigkeit erreicht ist, müsste die Rakete an z. B. einem Leitstab geführt werden. Hat die Rakete diese Geschwindigkeit noch nicht erreicht, genügt schon ein kleiner Windstoß, um die Rakete in einen flachen Winkel zu drücken. Somit wäre ein senkrechter Aufstieg nicht mehr gewährleistet.
Im Rahmen von Großfeuerwerken werden Feuerwerksraketen aus folgenden Gründen immer häufiger durch Feuerwerksbomben ersetzt, die aus Mörsern verschossen werden:
- aufgrund der erhöhten Sicherheitsabstände
- wegen ihrer vergleichsweise schlecht vorhersehbaren Flugbahn
- infolge der Schwierigkeit sie synchron zu zünden[2]

## Farben
Farben werden durch Hinzufügen von Elementen und Verbindungen erzeugt.
| erzeugte Farbe | benötigtes Element / benötigte Verbindung                                                                 |
| -------------- | --- |
| Rot            | Strontiumsalze (dunkelrot), Calcium (orange), Lithium (karminrot)                                         |
| Gelb           | Natriumsalze                                                                                              |
| Grün           | Bariumsalze (gelb-grün), Kupfer (smaragdgrün), Tellur (grasgrün), Thallium (wiesengrün), Zink (blassgrün) |
| Blau           | Kupfersalze (azurblau), Arsen, Blei, Selen (hellblau)                                                     |
| Violett        | Cäsium, Kalium                                                                                            |
| Purpur         | Rubidium                                                                                                  |
| Weiß; Silber   | Magnesium, Aluminium, Titan, Zirconium                                                                    |
| Gold           | Eisen, Holzkohle                                                                                          |

## Rechtliches
Feuerwerksraketen bis 75 g Satzmenge (Nettoexplosivstoffmasse) sind EU-weit der Kategorie F2 (Kleinfeuerwerk, auch Consumer-Feuerwerk) zugeordnet. In Deutschland dürfen Kategorie-F2-Raketen nur an Personen abgegeben werden, die das 18. Lebensjahr bereits vollendet haben. Zusätzlich ist die Satzmenge in Deutschland beschränkt: Raketen über 20 g Nettoexplosivstoffmasse dürfen nur an Personen abgegeben, welche über eine entsprechende Befähigung gemäß Sprengstoffgesetz verfügen. In Österreich, Spanien und Belgien dürfen Feuerwerkskörper der Kategorie F2 (ohne Einschränkungen bei Raketen), von Personen ab vollendetem 16. Lebensjahr erworben werden. In den Niederlanden dürfen Kategorie-F2-Artikel ab vollendetem 16. Lebensjahr erworben werden, Raketen sind dort aber generell auf 40 g Nettoexplosivstoffmasse beschränkt. In Italien dürfen Kategorie-F2-Artikel nur von Volljährigen, die sich ausweisen können, erworben werden. Kategorie-F2-Raketen über 35 g Satzmenge (sowie Kategorie F3) sind jedoch nur für Personen erlaubt, die eine amtliche Genehmigung oder eine polizeiliche Erlaubnis zum Tragen von Waffen besitzen.

## Gesundheit

### Sicherheitshinweise
Aufgrund des bestehenden Gefahrenpotenzials ist die Verwendung von pyrotechnischen Gegenständen nur gemäß Gebrauchsanweisung zulässig.
- Es sollten ausschließlich CE-geprüfte und zugelassene pyrotechnische Gegenstände gekauft werden.
- Fenster, Balkontüren und Rollläden sind zu schließen, damit Raketen nicht ins Haus gelangen.
- Feuerwerksraketen sollten ausschließlich aus einer geeigneten und standfesten Vorrichtung verschossen werden (z. B. Getränkekisten).[11] Frei stehende Flaschen sind regelmäßig nicht geeignet, da diese leicht umstürzen können.
- Beim Abschießen sollte eng anliegende Kleidung aus Baumwolle, Jeansstoff oder Leder getragen werden; jedenfalls keine Kunstfasern, Kapuzen, aufgekrempelte Ärmel oder Hosenkrempen. Am Abschußplatz ist Rauchen zu unterlassen. Raketen sollen immer in Windrichtung gestartet und Blindgänger nicht nochmals angezündet werden.
- Feuerlöscher, im Winter vorzugsweise Trockenlöscher und keine Schaumlöscher, sollten in Reichweite aufgestellt werden
- Zu Gebäuden, Strom- und Telefonleitungen sowie Bäumen muss Abstand gehalten werden; wegen der Lärmbelästigung großen Abstand zu Krankenhäusern, Altenheimen, Tierheimen, Tierparks, Moscheen, Kirchen und Synagogen. Zu Tankstellen, Lagern, Biomasseheizwerken, Betriebsanlagen und Parkplätzen sollte wegen Brandgefahr mindestens die 1,5-fache Steighöhe der Rakete als Abstand gehalten werden.
- Pyrotechnische Gegenstände, ausgenommen Feuerwerkskörper die für den Innengebrauch vorgesehen sind, dürfen nie in Räumen gezündet werden.
- Bei der Verwendung von Feuerwerksartikeln sind lokale Abbrennverbote zu beachten; diese werden von der jeweiligen Gemeinde unter Nennung des betroffenen Gebiets veröffentlicht oder können bei der zuständigen Gemeindeverwaltung erfragt werden. Die Zuwiderhandlung stellt eine Ordnungswidrigkeit dar. Regelmäßig bestehen Abbrennverbote in mittelalterlichen Altstädten oder in Gebieten mit Reetdachbauten.

## Galerie zum Aufbau
Computertomographische Darstellung einer Silvesterrakte vom Hersteller/Importeur Weco Feuerwerk GmbH, Typ: Helios Mont Blanc Panorama Effekt mit Bombenfüllung

### Filme
- Flug durch den Bildstapel von der Seite.
- Flug durch den Bildstapel von oben nach unten.
- 3D Flug um das Objekt. Halbdurchsichtiges Rendering mit Phasenkontrasten.

### 2D-Schnittbilder

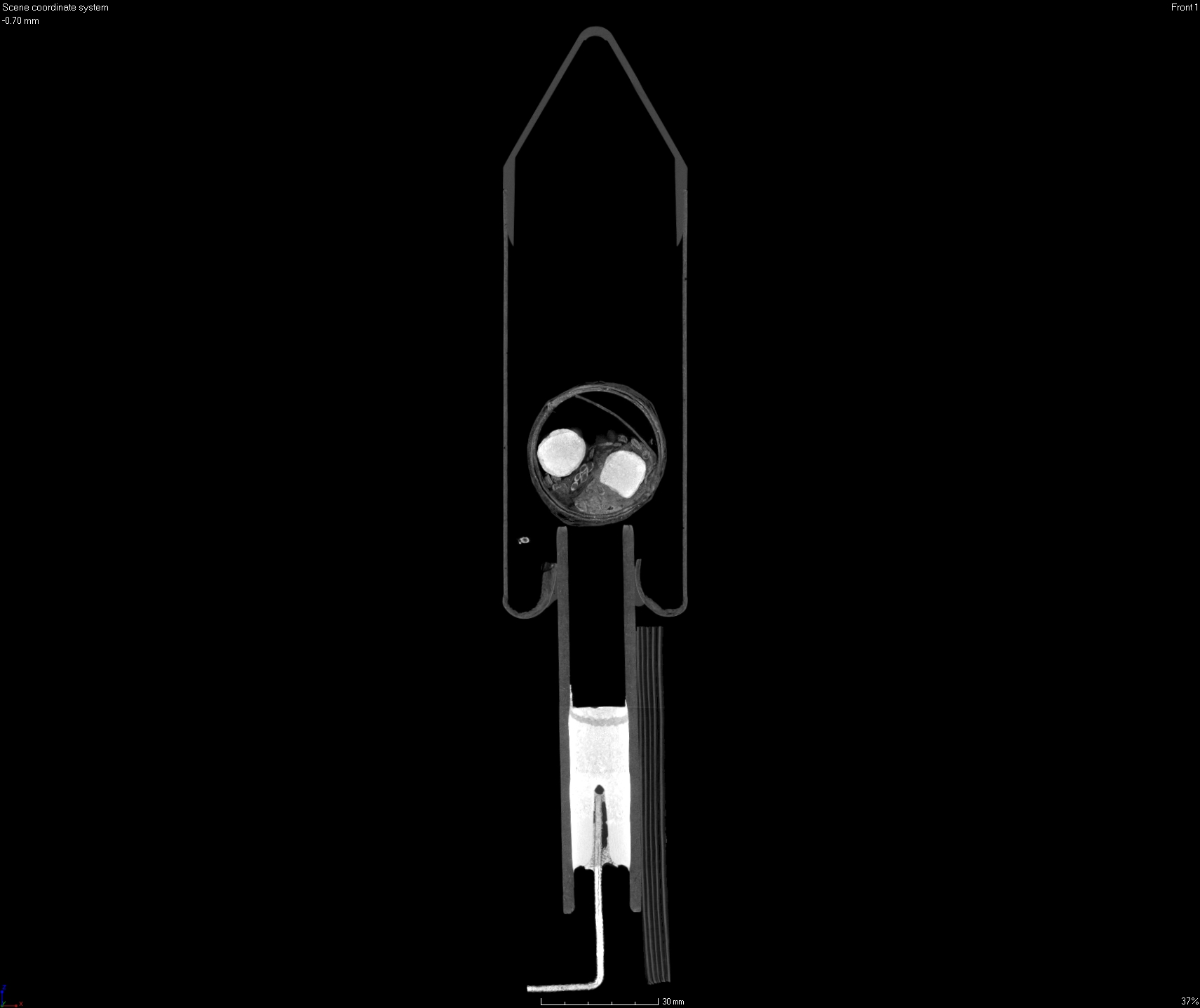
Einzelnes Schnittbild in Längsrichtung.
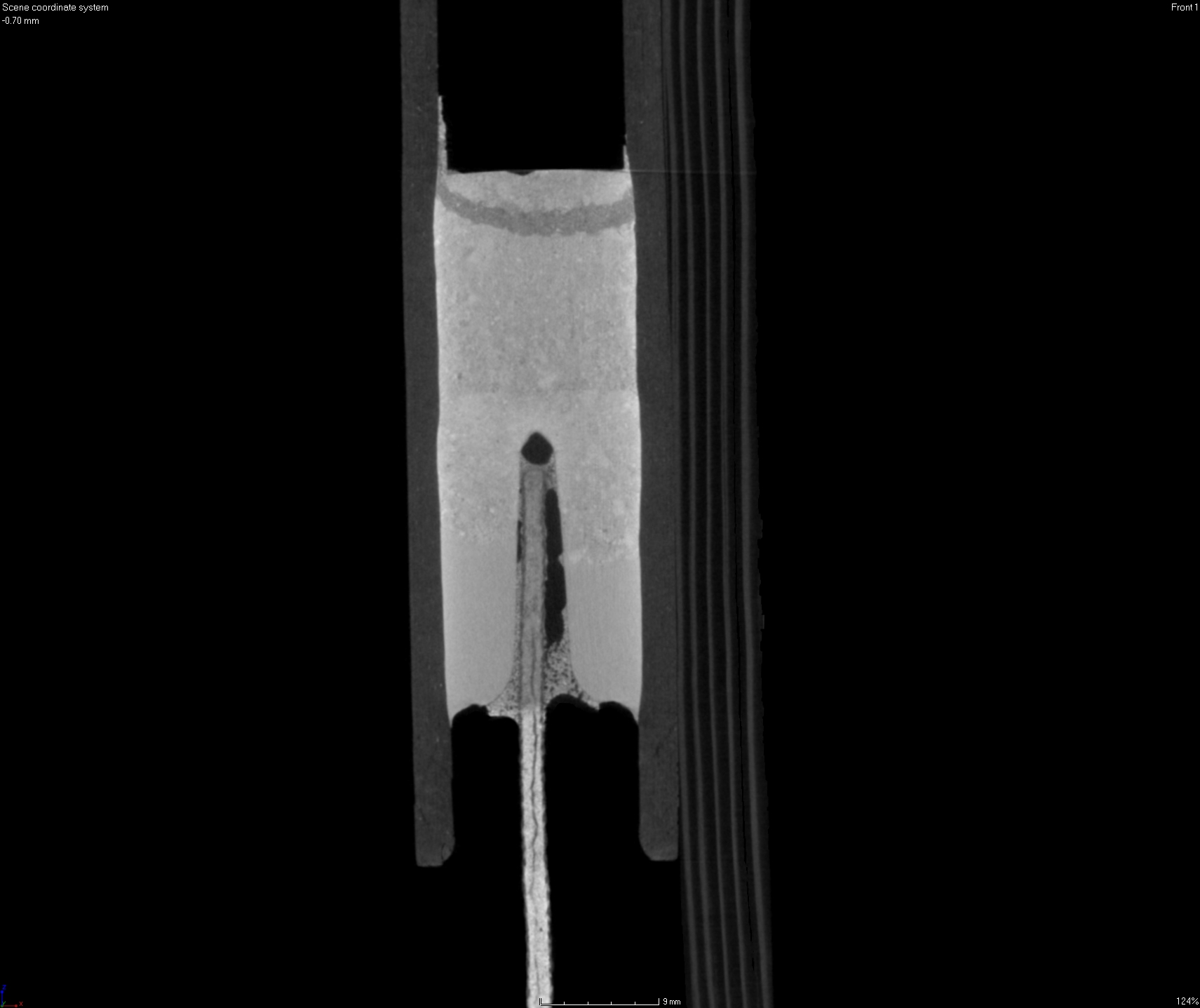
Schnitt durch den Treibsatz und die Lunte.
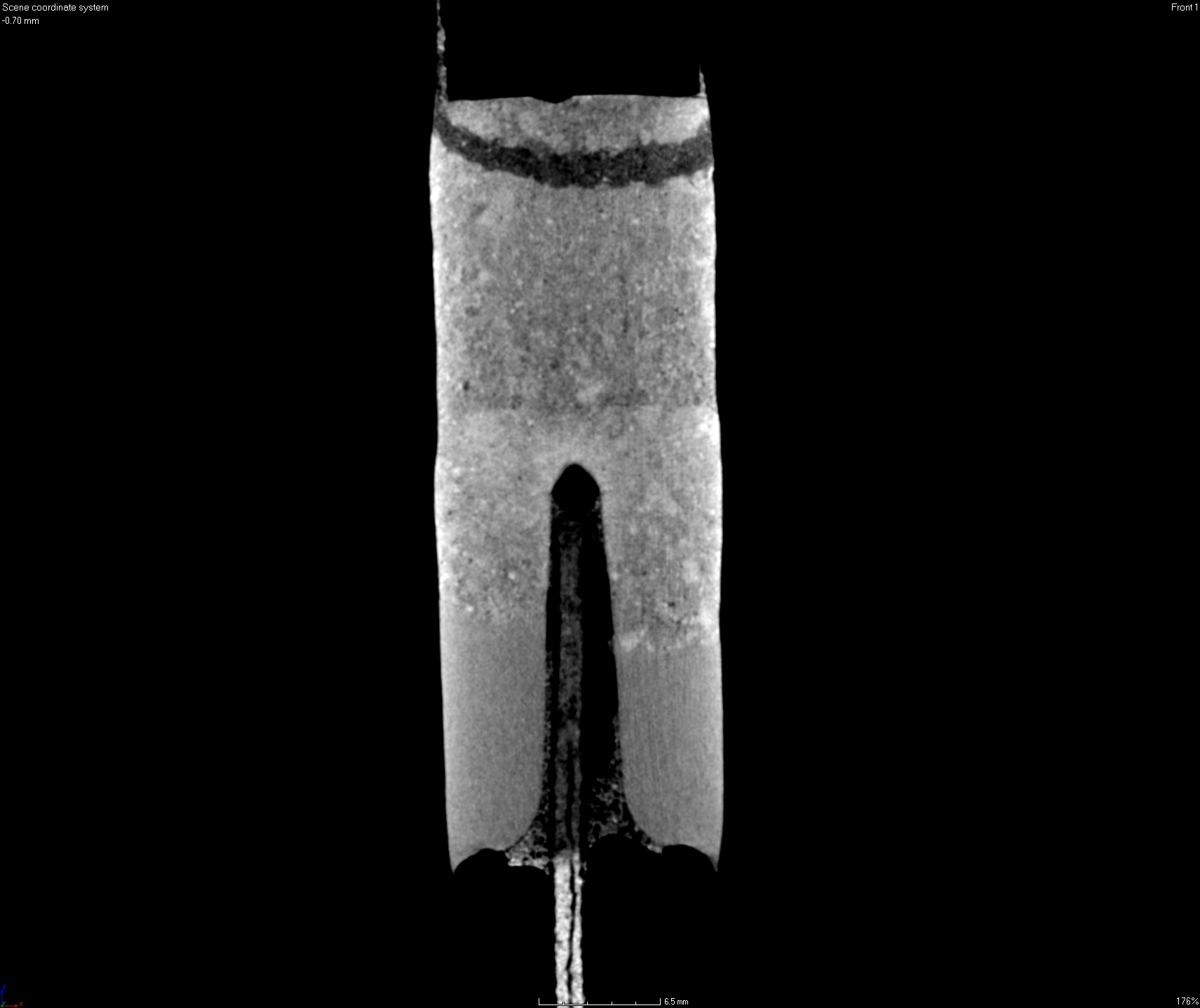
Kontrastveränderung zeigt den Schichtaufbau der Treibladung.
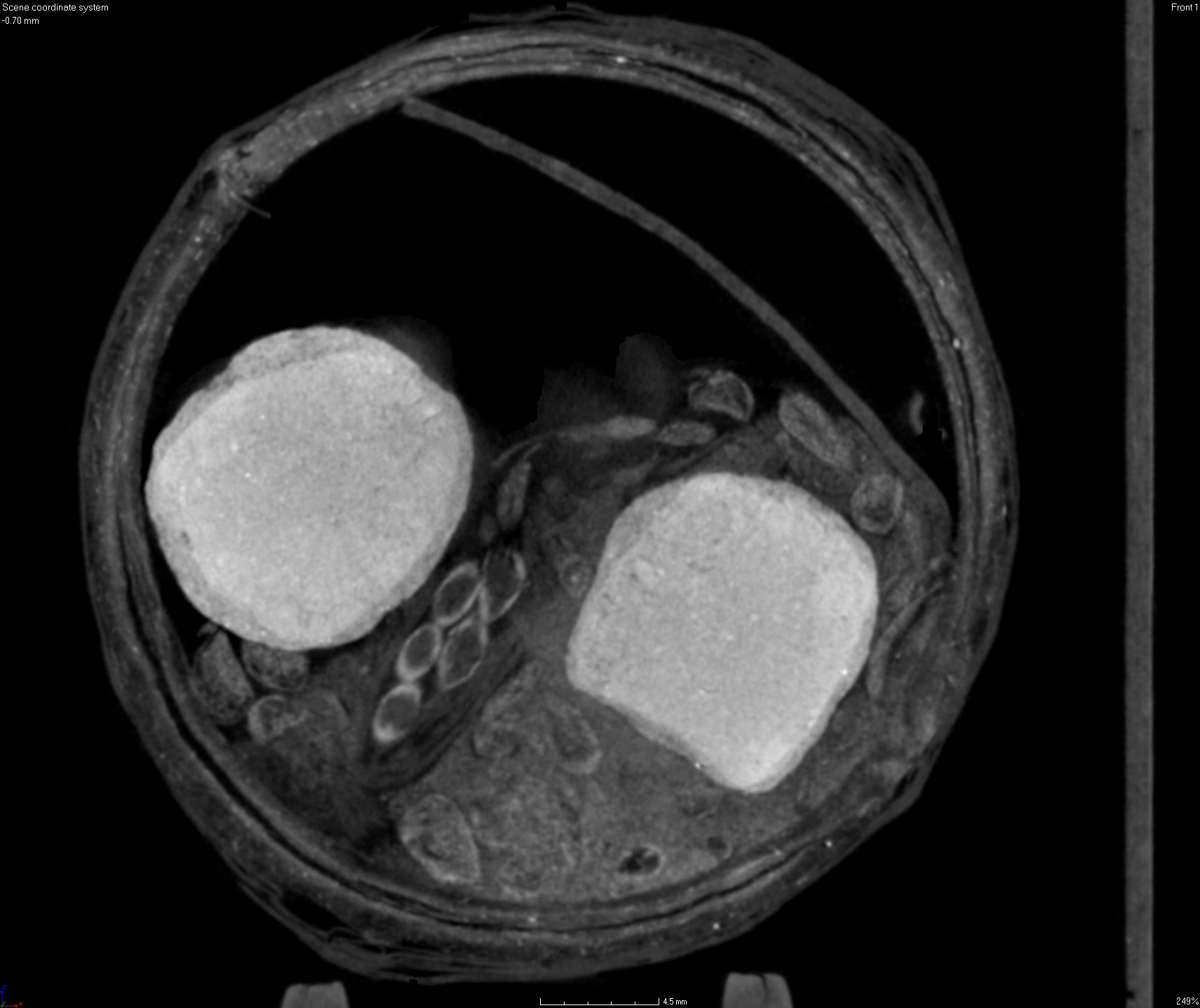
Schnitt durch die Bombe.

### 3D-Renderings

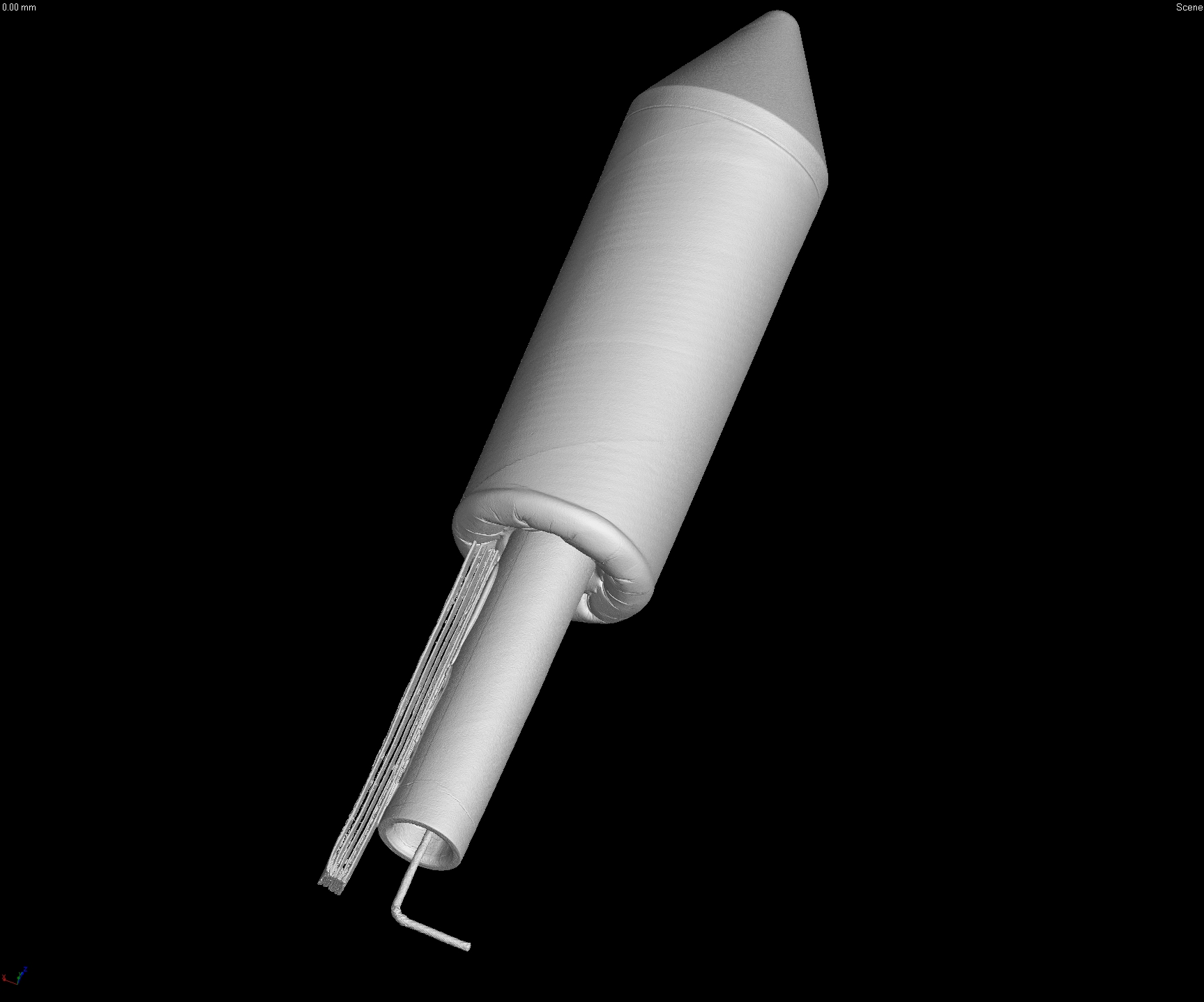
3D-Rendering der Rakete.
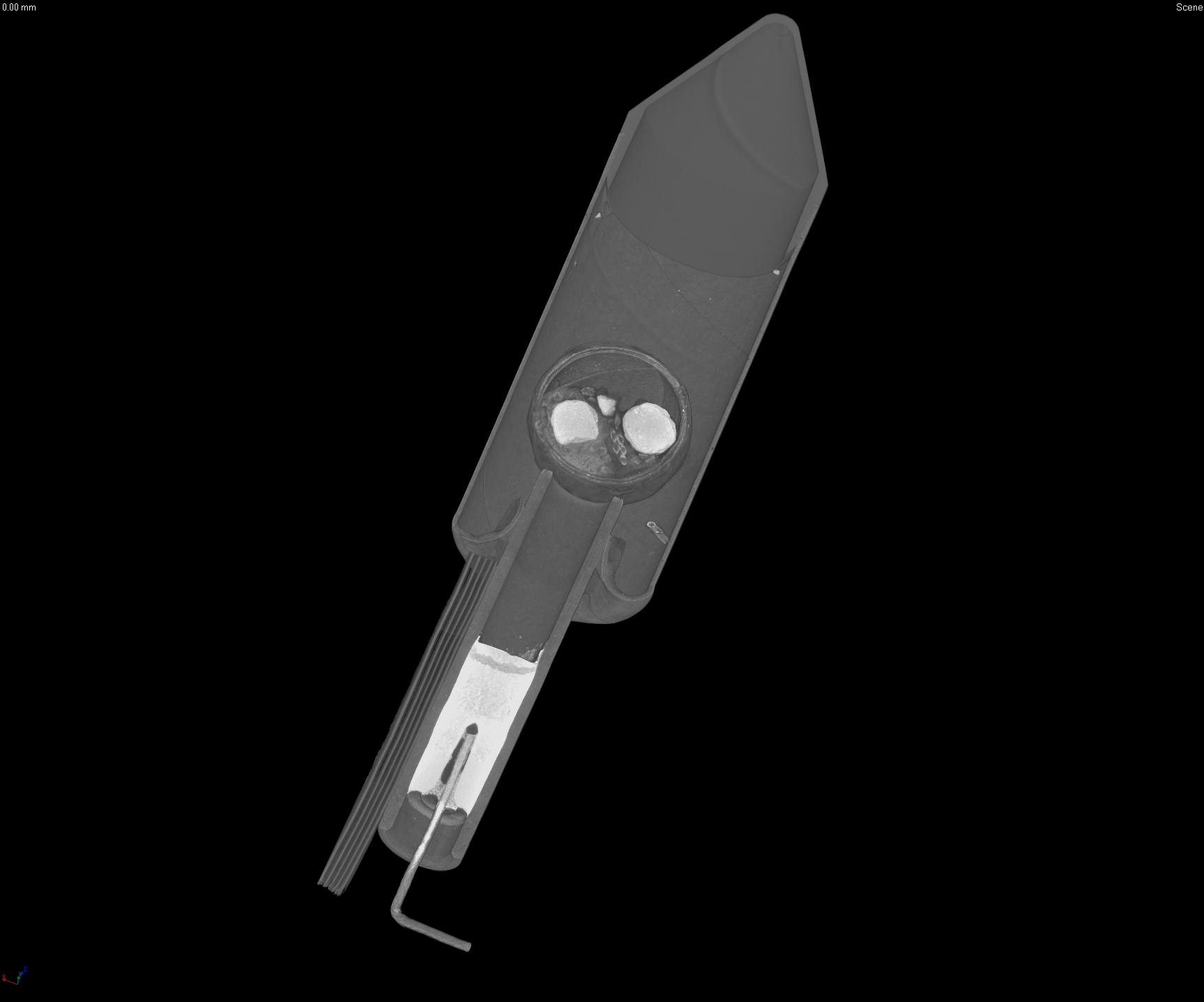
Angeschnittenes Rendering mit Phasenkontrasten.
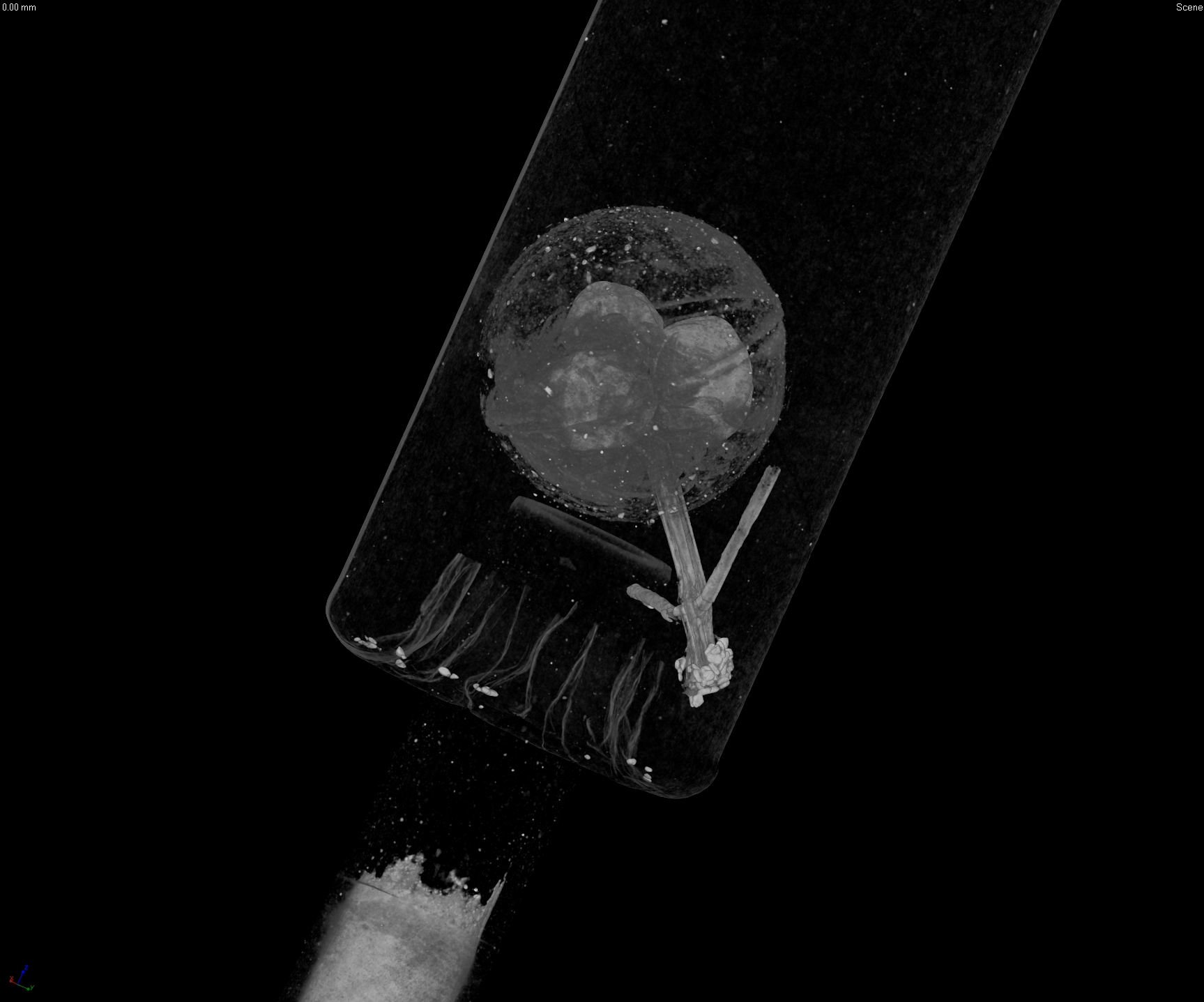
Halbdurchsichtiges Rendering mit Phasenkontrasten.
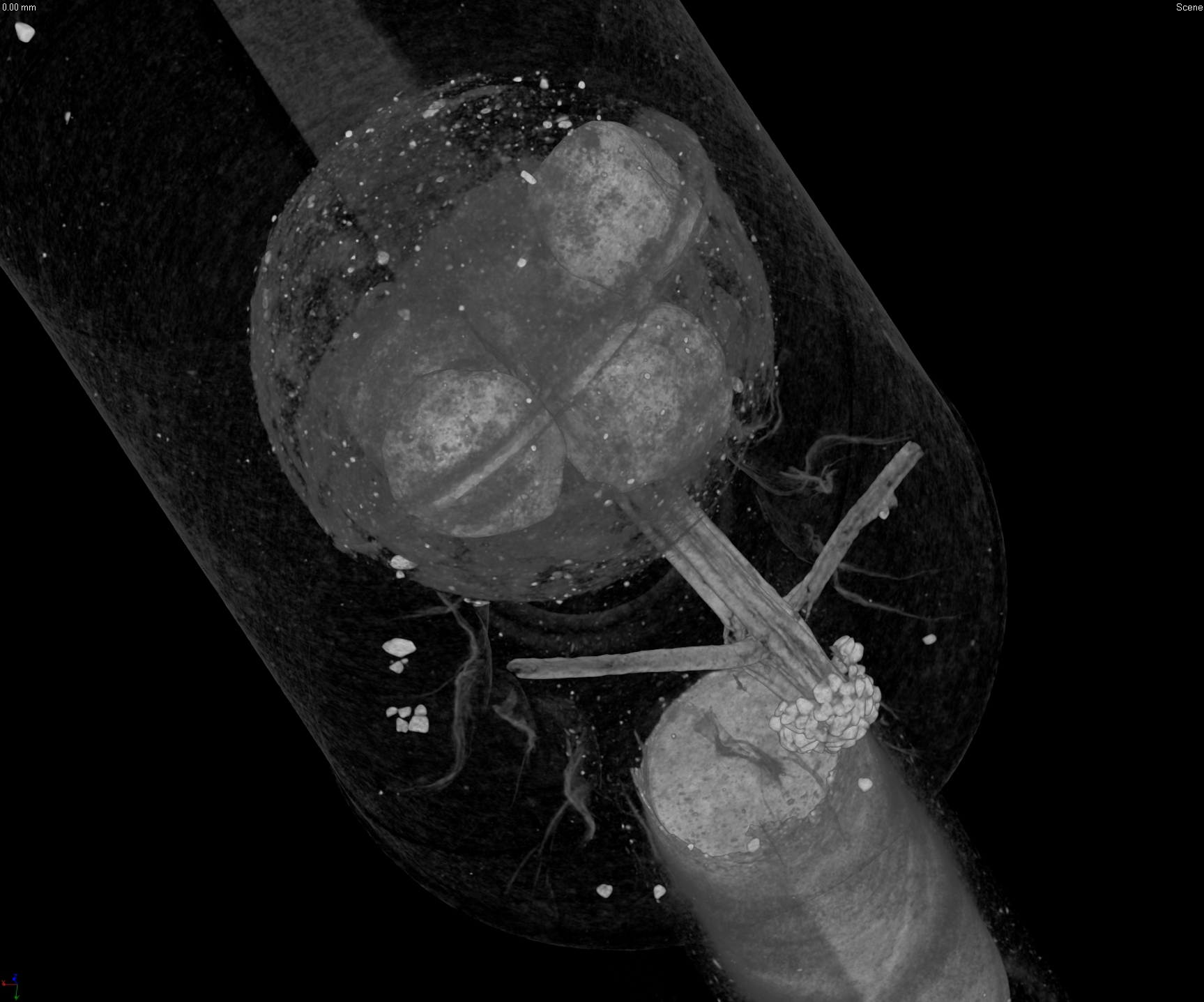
Halbdurchsichtiges Rendering mit Phasenkontrasten.
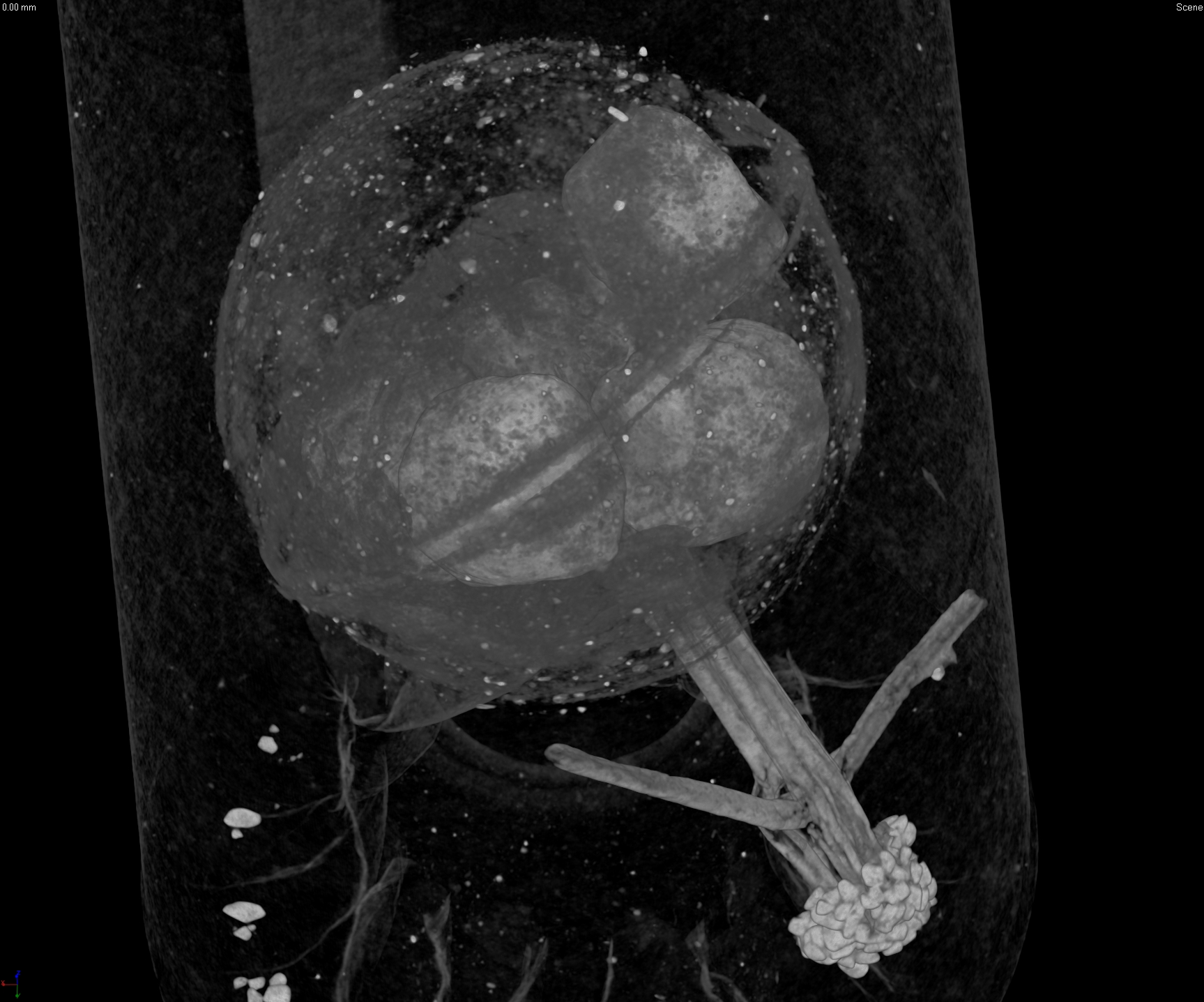
Halbdurchsichtiges Rendering mit Phasenkontrasten.